# Amine Adli
Pour les articles homonymes, voir Adli.
Amine Adli (en arabe : أمين عدلي, en berbère : ⴰⵎⵉⵏ ⵄⴷⵍⵉ), né le 10 mai 2000 à Béziers (France), est un footballeur international marocain qui évolue au poste d'attaquant au Bayer Leverkusen.
Formé au Toulouse FC, il y fait ses débuts professionnels et est sacré champion de la Ligue 2 en 2022. Lors de cette saison, il reçoit la distinction du meilleur joueur du championnat avant d'être transféré au Bayer Leverkusen.
Possédant la double nationalité française et marocaine, il reçoit une première convocation en sélection de France -18 ans, dispute l'Euro 2023 avec les espoirs avant de trancher définitivement en faveur de l'équipe du Maroc sous la houlette du sélectionneur Walid Regragui, avec lequel il prend part à la CAN 2023.

## Biographie

### Jeunesse et formation
Amine Adli est né à Béziers (Hérault), en région Occitanie, le 10 mai 2000 et grandit à Pézenas. Issu d'une famille marocaine arrivée dans les années 1990 en provenance de Meknès, c’est le fils d'un ancien footballeur amateur devenu viticulteur, originaire de Taourirt, et d'une mère (décédée en 2024) exerçant le métier de femme de ménage,. Adli commence sa formation footballistique à l'AS Pézenas Tourbes dès 5 ans, passant ensuite par l'AS Béziers, et le pôle espoir fédéral de Castelmaurou pendant deux saisons, avant d'arriver au Toulouse FC en 2015,,,.
Adli poursuit et termine sa formation avec le Téfécé malgré des blessures, dont une pubalgie, qui freine sa progression. Avec les moins de 19 ans, il atteint la finale de la Coupe Gambardella en 2019 mais s'incline contre l'AS Saint-Étienne,. En parallèle de son parcours sportif, Adli obtient un baccalauréat STMG avec mention bien en juillet 2019.

### Carrière en club

#### Formation au Toulouse FC (2015-2021)
Issu du centre de formation toulousain, Adli signe son premier contrat professionnel avec Toulouse le 30 octobre 2018,. Il reste néanmoins un joueur de l'équipe réserve durant la saison 2018-2019. Il fait ses débuts professionnels avec les Violets lors d'une défaite 4-1 en Coupe de la Ligue contre Lyon le 18 décembre 2019.

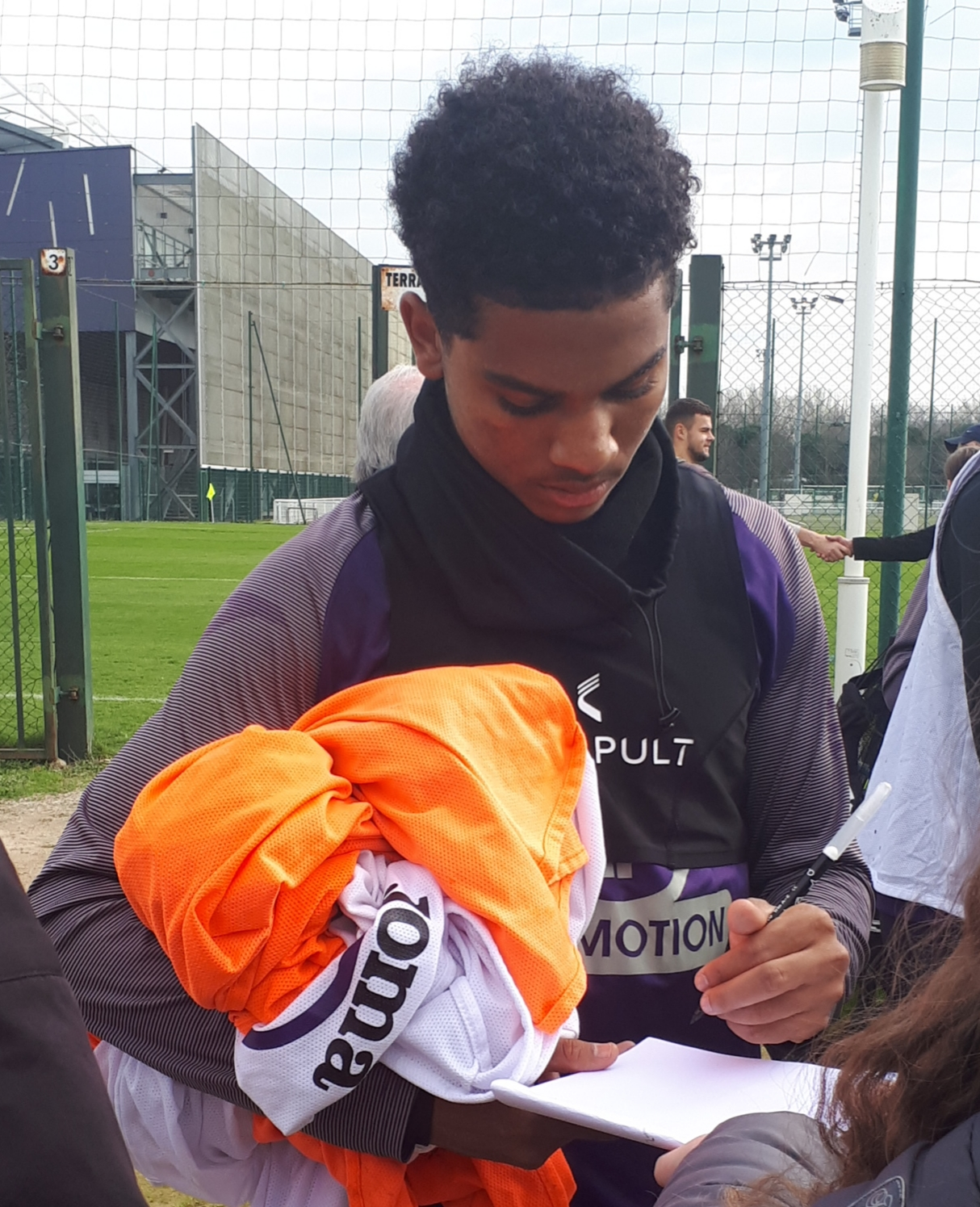
Adli avec des supporters du Toulouse FC en février 2020.

Le 21 décembre 2019, Adli fait ses débuts en Ligue 1, lors d'un déplacement à Nice (défaite 3-0). Il obtient sa première titularisation le 4 janvier 2020 où il dispute l'intégralité de la rencontre qui se solde par une défaite 1-0 en Coupe de France contre le Saint-Pryvé Saint-Hilaire FC,. Il joue en tout quatre matchs de championnat lors d'une saison de crise pour les Toulousains qui sont relégués, terminant derniers de Ligue 1,.
La saison suivante, il évolue ainsi en Ligue 2, à la suite de la relégation précoce du TFC après l'interruption du championnat liée à la pandémie de Covid-19. Le 7 novembre 2020, il inscrit ses deux premiers buts en Ligue 2, ouvrant le score puis doublant la mise lors de la réception du Valenciennes FC, où le TFC s'incline toutefois 4-5 à l'issue d'une rencontre prolifique en buts. Il récidive quelques semaines plus tard avec un but de l'extérieur de la surface remarqué, validant la victoire des siens à Nancy,.
Régulièrement buteur et passeur décisif dans l'équipe de Patrice Garande qui l'installe sur le devant de l'attaque, il attire l'attention de plusieurs clubs de l'élite française. Au mercato hivernal, il est notamment annoncé avec insistance dans le viseur de l'OM et Pablo Longoria,,,,, mais reste finalement en Occitanie pour le reste de la saison, avec la montée en Ligue 1 en visée,,.
En mai 2021, lors des trophées UNFP du football 2021, il reçoit le titre de meilleur joueur de Ligue 2.

#### Bayer Leverkusen (depuis 2021)
Le 26 août 2021, il s'est officiellement engagé avec le Bayer 04 Leverkusen pour une durée de cinq ans sous la houlette de l'entraîneur Gerardo Seoane,,.
Le 28 août, soit, deux jours après sa venue, il fait son entrée en jeu en championnat contre le FC Augsbourg à la 85e minute en remplaçant Moussa Diaby (victoire, 1-4). Le 16 septembre, il dispute son premier match de Ligue Europa en étant titularisé contre le Ferencváros TC (victoire, 2-1). Le 30 septembre, toujours à l'occasion de la Ligue Europa, il inscrit son premier but avec le club contre le Celtic FC grâce à une passe décisive de Nadiem Amiri (victoire, 0-4). Il termine la saison 2021-2022 à la troisième place du classement de la Bundesliga, assurant une place en Ligue des champions pour la saison qui suit.
Le 13 août 2022, il dispute son premier match de la saison 2022-2023 en entrant en jeu à la 62e minute en remplaçant Adam Hložek, toujours sous la houlette du Suisse Gerardo Seoane (défaite, 1-2). En Ligue des champions, il affronte l'Atlético de Madrid, le FC Porto et le Club Bruges KV (son club ne se qualifie pas au deuxième tour). À la suite de cela, le 5 octobre, Xabi Alonso succède à l'entraîneur Gerardo et devient le nouvel entraîneur du club. Rétrogradé en Ligue Europa, il affronte l'AS Monaco (auteur d'un but au match retour) et le Ferencváros TC (auteur d'un but au match retour) en huitièmes de finale. En quarts, il élimine l'Union saint-gilloise avant d'être éliminé par l'AS Rome en demi-finales. Le 22 janvier 2023, il inscrit son premier but de la saison contre le Borussia Mönchengladbach et délivre une passe décisive sur le troisième but inscrit par Nadiem Amiri (victoire, 2-3). Le Bayer Leverkusen terme ainsi la saison à la sixième place du classement de la Bundesliga.
Le 12 août 2023, à l'occasion du premier match de la saison comptant pour la Coupe d'Allemagne, il inscrit son premier but de la saison contre le FC Teutonia Ottensen et délivre également deux passes décisives (victoire, 0-8). Recevant sa première sélection avec l'équipe du Maroc le 12 septembre 2023, il devient un élément important en début de saison, inscrivant un but en Ligue Europa contre le BK Häcken (victoire, 4-0). Trois jours plus tard, il inscrit son premier but de la saison en championnat contre le FC Heidenheim 1846 (victoire, 4-1).
Il termine la saison en étant sacré champion d'Allemagne (étant le premier dans l'histoire du Bayer Leverkusen) le 14 avril 2024, à l'occasion d'un match de championnat contre le Werder Brême (victoire, 5-0).

### Carrière en sélection
Né et formé en France en ayant des parents marocains, il acquiert la nationalité de son deuxième pays grâce à l'affiliation paternelle. Jouant dans un premier temps avec les moins de 18 ans français, il hésite pendant de longues années entre la France et le Maroc, tout en suivant son ascension avec Les Bleuets. Approché depuis 2021 par la fédération marocaine, il déclare en 2023 : « C'est vrai, il y a des sollicitations, comme c'est le cas pour la plupart des binationaux, et ce depuis notre plus jeune âge. Mais je porte le maillot bleu depuis cinq ans et j'ai participé à toute la campagne de qualifications pour l'Euro. Je suis encore jeune, et si une décision doit être prise, je l'annoncerai moi-même. »,,. Cependant, durant la même année, il priorise une participation à l'Euro espoirs  avec la France avant de trancher définitivement en faveur du Maroc.

#### Parcours avecles Bleuets(2017-2023)
Adli est international avec les moins de 18 ans français depuis le 1er septembre 2017. Il est alors titularisé à l'occasion d'un match amical contre la Belgique, remporté 4-1 par les Bleuets,.
Il est convoqué une première fois en équipe espoirs fin septembre 2021, au côté notamment de son ancien coéquipier Janis Antiste. Lors de ces deux matchs de qualifications à l'Euro contre l'Ukraine puis la Serbie, il fait partie des joueurs les plus en vue au côté notamment de Rayan Cherki, marquant un but lors de chaque rencontre et jouant un rôle central dans les deux larges victoires des siens,.
Sélectionné le 31 mai 2023 pour prendre part à l'Euro espoirs en Roumanie,, il reçoit seulement une titularisation (contre la Norvège espoirs) et entre deux fois en jeu (contre l'Italie et l'Ukraine espoirs). Dans sa seule titularisation reçue par son sélectionneur Sylvain Ripoll, il délivre une passe décisive à Michael Olise qui inscrit l'unique but du match victorieux. Les espoirs français atteignent les quarts-de-finales de cette compétition, éliminés par l'Ukraine (défaite, 3-1),,.

#### Choix définitif: Maroc (depuis 2023)

##### Les débuts

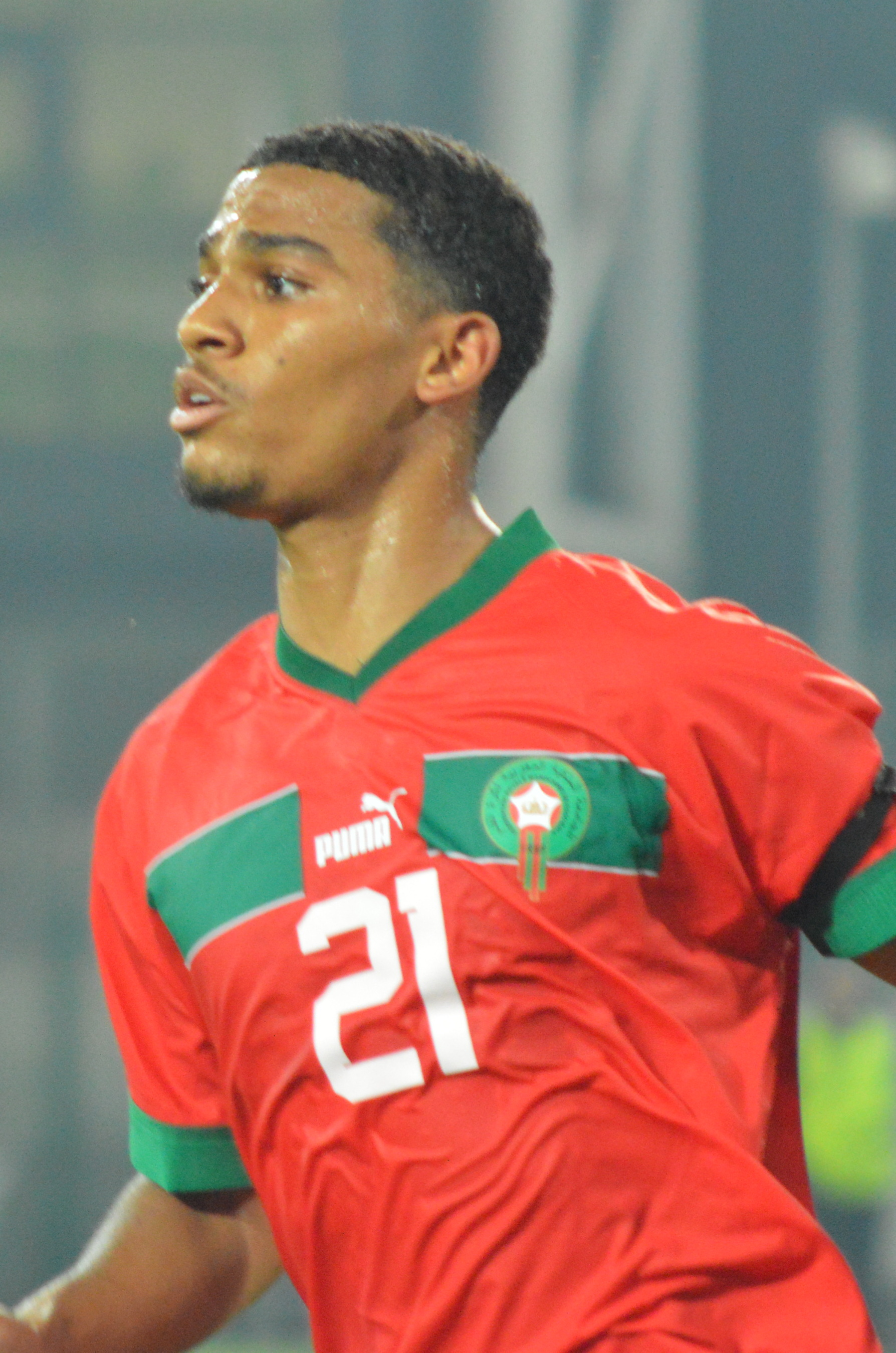
Adli fait ses débuts avec le Maroc le 12 septembre 2023 contre le Burkina Faso.

Le 31 août 2023, il reçoit une première convocation de Walid Regragui avec l'équipe du Maroc pour des matchs contre le Liberia à Agadir le 9 septembre et contre le Burkina Faso à Lens le 12 septembre,. Lors de la conférence de presse tenue par le sélectionneur marocain, il déclare à propos du cas Amine Adli : « Aujourd'hui, Amine Adli est convoqué. Vous devez savoir qu'il ne s'agit pas d'un travail d'une semaine ou d'un mois. Nous travaillons depuis longtemps sur les cas des binationaux. Très souvent, les joueurs veulent bien jouer avec le Maroc, mais il y a beaucoup d'impératifs : les pressions des clubs, des managers et la Coupe d'Afrique qui se joue en janvier. C'est des freins, ce n'est pas un avantage. ».
Le premier match contre le Liberia, entrant dans le cadre des qualifications à la CAN 2023, est annulé et reporté à cause du séisme du Maroc,. Cependant, le deuxième match prévu en amical contre le Burkina Faso est maintenu et joué au stade Bollaert-Delelis de Lens,. Lors de ce match, il est titularisé et délivre une passe décisive sur le but d'Azzedine Ounahi inscrit à la 36e minute (victoire, 1-0),,. Dans une ambiance victorieuse mais en hommage aux victimes de la tragédie, Adli déclare un jour plus tard via ses réseaux sociaux : « Moment inoubliable. Cette victoire est pour le peuple marocain. ».
Lors de la trêve internationale d'octobre 2023, il est titularisé contre la Côte d'Ivoire en amical au stade Félix-Houphouët-Boigny d'Abidjan (match nul, 1-1) et inscrit son premier but international lors du deuxième match de cette trêve, le 17 octobre contre le Liberia à Agadir sur une passe décisive de Bilal El Khannouss (victoire, 3-0).

##### CAN 2023: Huitième-de-finaliste
Le 28 décembre 2023, il est retenu dans la liste des vingt-sept joueurs marocains sélectionnés par Walid Regragui pour disputer la Coupe d'Afrique des nations 2023,,. Rejoignant par la suite le groupe du Maroc, le 6 janvier 2024, Amine Adli apprend le décès de sa mère et quitte le rassemblement pour assister à ses funérailles à Meknès,,. Ayant le choix de quitter définitivement le groupe pour mettre la CAN 2023 de côté, Amine Adli fait son retour le 11 janvier en rejoignant ses coéquipiers à San-Pédro en Côte d'Ivoire. Lors du premier match de poule du Maroc contre la Tanzanie, une banderole où il est inscrit "Stay Strong Adli" est déroulée dans les tribunes du stade Laurent Pokou, en soutien à Amine Adli, il s'ensuit un message de remerciement du joueur envers les supporters marocains via ses réseaux sociaux (victoire, 3-0),,.
Au cours du tournoi, le Maroc concède ensuite un match nul 1-1 contre la République démocratique du Congo, une rencontre notée pour une altercation générale en fin de match,. En huitièmes de finale, avec Amine Adli titularisé pour pallier une blessure d'Hakim Ziyech, les Lions de l'Atlas sont éliminés par l'Afrique du Sud sur un score de 2-0,.

## Style de jeu

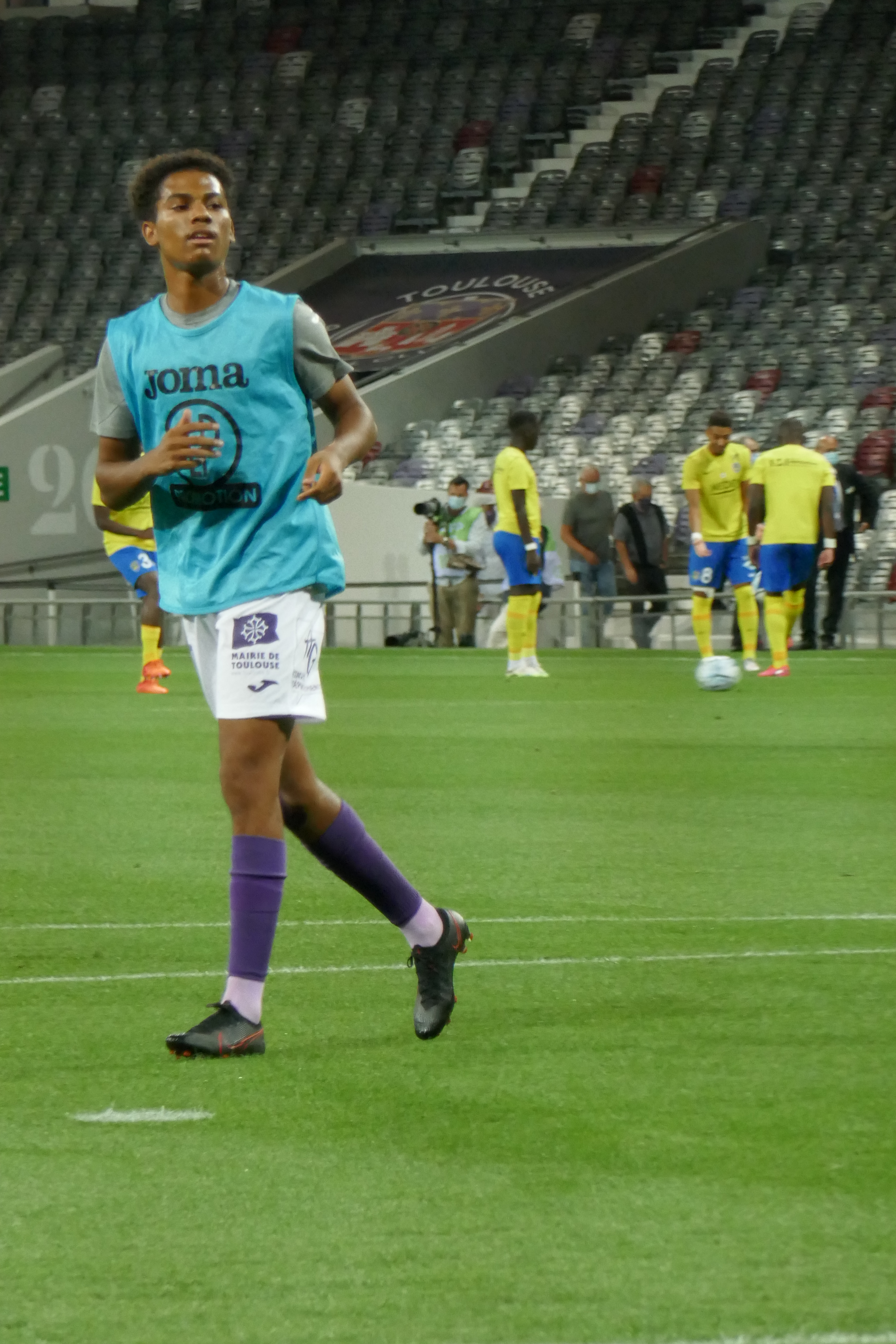
Adli à l'échauffement en septembre 2020.

Joueur rapide, très altruiste, dribbleur au style élégant, il est également capable de frappes puissantes et de replis défensifs efficaces. Évoluant initialement au milieu du terrain, notamment sur les ailes, il est replacé dans l'axe par Patrice Garande, évoluant comme avant-centre ou attaquant de soutien dans un système en 5-3-2 ou 4-4-2 losange du Toulouse FC,,.
Gaucher, il est notamment comparé à Theo Walcott ou Hatem Ben Arfa. Surnommé la météorite des Bleuets par la presse française lors de son passage avec la France espoirs, il est félicité pour son style de jeu, décrit comme ayant de la fraîcheur et une joie de jouer. Ces compliments sont reconnus par le joueur-même qui cite : « Pour moi, c'est primordial, le plaisir au foot, je pense que ça se ressent quand je joue. Et cela signifie aussi prendre du plaisir dans le travail. ». Ayant créé une connexion et cohésion remarquable dans l'équipe française des espoirs, il reconnait s'être naturellement créé une sorte de connexion avec Rayan Cherki, Sofiane Diop et Arnaud Kalimuendo, rajoutant le fait d'aimer le style de jeu technique et les combinaisons dans les petits espaces.
Lors de ses débuts en Allemagne, il présente des lacunes physique qu'il dit avoir renforcé sous la houlette de Xabi Alonso au Bayer Leverkusen, s'imposant rapidement dans le style de jeu imposé par l'entraîneur espagnol. Adli déclare à propos de ce dernier : « Pour les joueurs offensifs, il nous apporte de la confiance pour tenter, dribbler, prendre des risques. Il nous donne énormément de liberté. ».

## Statistiques
| Saison                | Club                  | Championnat           | Championnat | Championnat | Championnat | Coupe nationale | Coupe nationale | Coupe nationale | Coupe de la Ligue | Coupe de la Ligue | Coupe de la Ligue | Supercoupe | Supercoupe | Supercoupe | Compétition(s) continentale(s) | Compétition(s) continentale(s) | Compétition(s) continentale(s) | Compétition(s) continentale(s) | Total | Total | Total |
| Saison                | Club                  | Division              | M.          | B.          | P.d.        | M.              | B.              | P.d.            | M.                | B.                | P.d.              | M.         | B.         | P.d.       | Comp.                          | M.                             | B.                             | P.d.                           | M.    | B.    | P.d.  |
| 2019-2020             | Toulouse FC           | Ligue 1               | 4           | 0           | 0           | 1               | 0               | 0               | 1                 | 0                 | 0                 | -          | -          | -          | -                              | -                              | -                              | -                              | 6     | 0     | 0     |
| 2020-2021             | Toulouse FC           | Ligue 2               | 36          | 8           | 8           | -               | -               | -               | -                 | -                 | -                 | -          | -          | -          | -                              | -                              | -                              | -                              | 36    | 8     | 8     |
| 2021-2022             | Toulouse FC           | Ligue 2               | 1           | 0           | 0           | -               | -               | -               | -                 | -                 | -                 | -          | -          | -          | -                              | -                              | -                              | -                              | 1     | 0     | 0     |
| Sous-total            | Sous-total            | Sous-total            | 41          | 8           | 8           | 1               | 0               | 0               | 1                 | 0                 | 0                 | -          | -          | -          | -                              | -                              | -                              | -                              | 43    | 8     | 8     |
| 2021-2022             | Bayer Leverkusen      | Bundesliga            | 25          | 3           | 2           | 1               | 0               | 1               | -                 | -                 | -                 | -          | -          | -          | C3                             | 8                              | 1                              | 1                              | 34    | 4     | 4     |
| 2022-2023             | Bayer Leverkusen      | Bundesliga            | 26          | 5           | 4           | -               | -               | -               | -                 | -                 | -                 | -          | -          | -          | C1+C3                          | 4+8                            | 0+2                            | 0+1                            | 38    | 7     | 5     |
| 2023-2024             | Bayer Leverkusen      | Bundesliga            | 23          | 4           | 5           | 6               | 5               | 4               | -                 | -                 | -                 | -          | -          | -          | C3                             | 13                             | 1                              | 2                              | 42    | 10    | 11    |
| 2024-2025             | Bayer Leverkusen      | Bundesliga            | 20          | 2           | 1           | 2               | 0               | 1               | -                 | -                 | -                 | 1          | 0          | 0          | C1                             | 5                              | 0                              | 0                              | 28    | 2     | 2     |
| 2025-2026             | Bayer Leverkusen      | Bundesliga            | 0           | 0           | 0           | 1               | 0               | 1               | -                 | -                 | -                 | -          | -          | -          | C1                             | -                              | -                              | -                              | 1     | 0     | 1     |
| Sous-total            | Sous-total            | Sous-total            | 94          | 14          | 12          | 10              | 5               | 7               | -                 | -                 | -                 | 1          | 0          | 0          | -                              | 38                             | 4                              | 4                              | 143   | 23    | 23    |
| Total sur la carrière | Total sur la carrière | Total sur la carrière | 135         | 22          | 20          | 11              | 5               | 7               | 1                 | 0                 | 0                 | 1          | 0          | 0          | -                              | 38                             | 4                              | 4                              | 186   | 31    | 31    |

### En sélection nationale
| Saison                | Sélection             | Phases finales        | Phases finales | Phases finales | Phases finales | Éliminatoires | Éliminatoires | Éliminatoires | Matchs amicaux | Matchs amicaux | Matchs amicaux | Total | Total | Total |
| Saison                | Sélection             | Compétition           | M              | B              | Pd             | M             | B             | Pd            | M              | B              | Pd             | M     | B     | Pd    |
| --------------------- | --------------------- | --------------------- | -------------- | -------------- | -------------- | ------------- | ------------- | ------------- | -------------- | -------------- | -------------- | ----- | ----- | ----- |
| 2023-2024             | Maroc                 | CAN 2023              | 4              | 0              | 1              | 4             | 1             | 0             | 3              | 0              | 1              | 11    | 1     | 2     |
| 2024-2025             | Maroc                 | -                     | -              | -              | -              | 4             | 0             | 0             | -              | -              | -              | 4     | 0     | 0     |
| Total sur la carrière | Total sur la carrière | Total sur la carrière | 4              | 0              | 1              | 8             | 1             | 0             | 3              | 0              | 1              | 15    | 1     | 2     |

### En sélection française
Le tableau suivant liste les rencontres de l'équipe de France des catégories des jeunes dans lesquelles Amine Adli a été sélectionné du 8 octobre 2021 au 2 juillet 2023.

### Buts internationaux
| Buts internationaux de Amine Adli | Buts internationaux de Amine Adli | Buts internationaux de Amine Adli | Buts internationaux de Amine Adli | Buts internationaux de Amine Adli | Buts internationaux de Amine Adli | Buts internationaux de Amine Adli | Buts internationaux de Amine Adli | Buts internationaux de Amine Adli | Buts internationaux de Amine Adli |
| 0                                 | Date                              | Lieu                              | Compétition                       | Résultat                          | Adversaire                        | Détail                            | Détail                            | Détail                            | Sél.                              |
| --------------------------------- | --------------------------------- | --------------------------------- | --------------------------------- | --------------------------------- | --------------------------------- | --------------------------------- | --------------------------------- | --------------------------------- | --------------------------------- |
| 1er                               | 17 octobre 2023                   | Stade Adrar, Agadir               | Éliminatoires de la CAN 2023      | V 3-0                             | Liberia                           | 89e                               | p. gauche                         | 3-0                               | 3e                                |

## Palmarès

### En club
Formé au Toulouse FC, Au niveau individuel, il est présent à la cérémonie des Trophées UNFP du football en 2021 où il remporte le prix du meilleur joueur de Ligue 2, figurant également dans l'équipe type de la saison,.
Parti au Bayer Leverkusen en 2021, c'est lors de sa troisième saison en Allemagne qu'il remporte ses premiers titres en réussissant le doublé Coupe-Championnat. La même année, il est finaliste de la Ligue Europa avant de remporter la Supercoupe d'Allemagne quelques mois plus tard.
| Bayer Leverkusen (3) |
| --- |
| - Bundesliga : - Champion : 2024 - Vice-champion : 2025 - Coupe d'Allemagne : - Vainqueur : 2024 - Supercoupe d'Allemagne : - Vainqueur : 2024 - Ligue Europa : - Finaliste : 2024 |

### Distinctions personnelles
- Trophées UNFP du football 2021
  - Meilleur joueur de Ligue 2[85]
  - Dans l'équipe type de Ligue 2[86]
- Meilleur buteur de la Coupe d'Allemagne : 2023-24

## Vie privée
Le 9 septembre 2023, alors qu'il se trouve à Agadir, il se présente à l'hôpital avec ses coéquipiers de la sélection marocaine pour un don de sang pour les blessés du séisme au Maroc,. Le même jour et via ses réseaux sociaux, il déclare : « Difficile de trouver les mots face à l'ampleur de la tragédie. J'adresse mon soutien et toutes mes pensées aux victimes, à leurs familles, ainsi qu'à leurs proches. ».